# 深甚流
深甚流（しんじんりゅう）とは、草深甚四郎（くさぶかじんしろう）が開いた剣術の流派である。

## 歴史
流祖・草深甚四郎は加賀国草深村（現在の石川県川北町）の出身であり、南北朝時代の新田義貞の武将、畑時能の末孫であるとされる。
塚原卜伝と立合い太刀では敗れたが、槍では勝ったと伝えられている。
加賀藩の藩校経武館では幕末まで受け継がれていたが、その後失伝した。現在、五本の型が伝わっているが、昭和のはじめに伝書から復元されたものである。有志によって型の保存が続けれている。

## 史跡
草深甚四郎碑（くさぶかじんしろうひ）
幕末に同流を教授していた木村惣太夫良中が門人とともに建立した。
石川県能美郡川北町土室にある草深甚四郎の墓と碑。川北町の指定文化財となっている。